# Берёзовка (Арзамасский район)

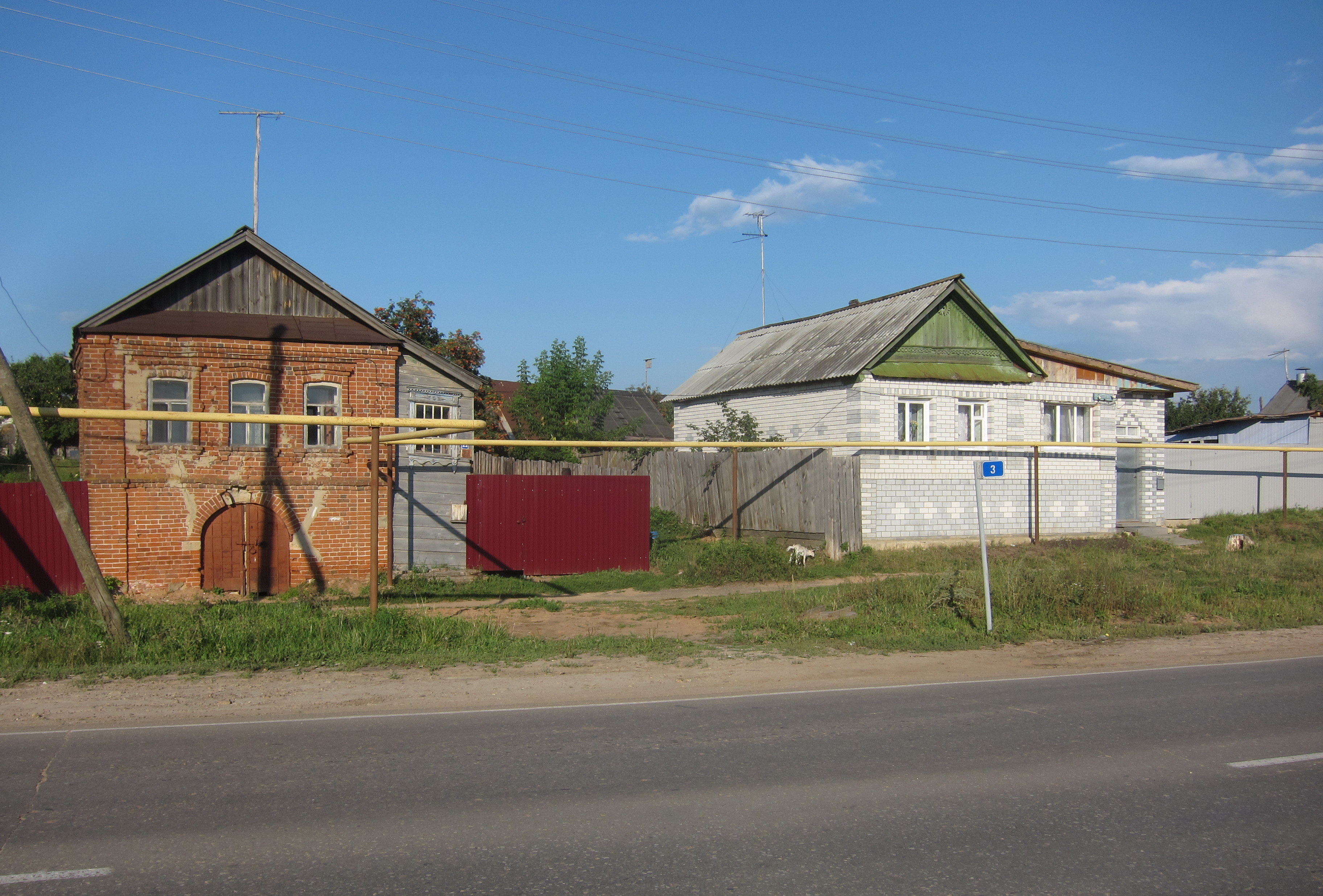
Дома старой постройки на улице Дорожной, он же центральный проезд через деревню

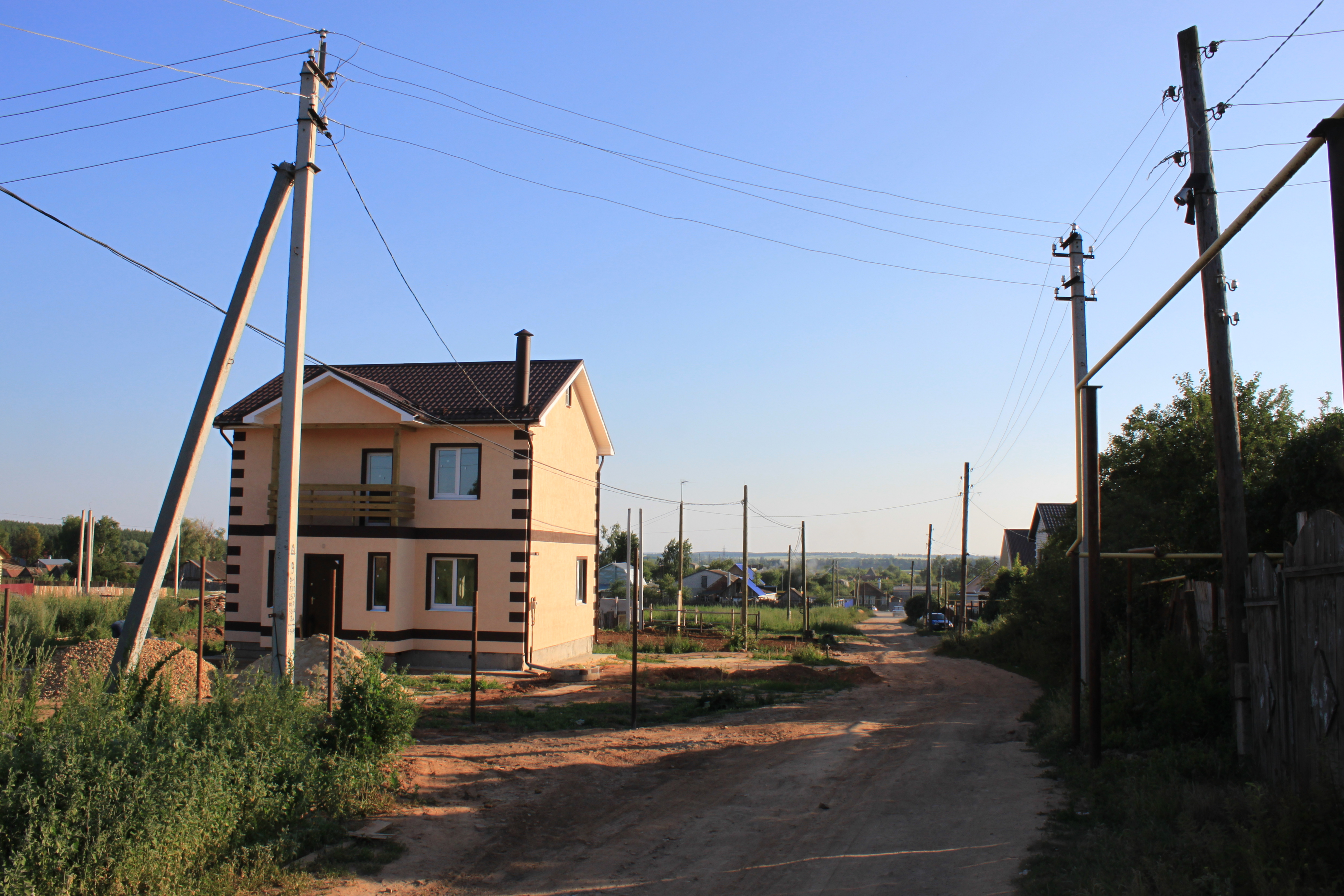
Одна из второстепенных улиц

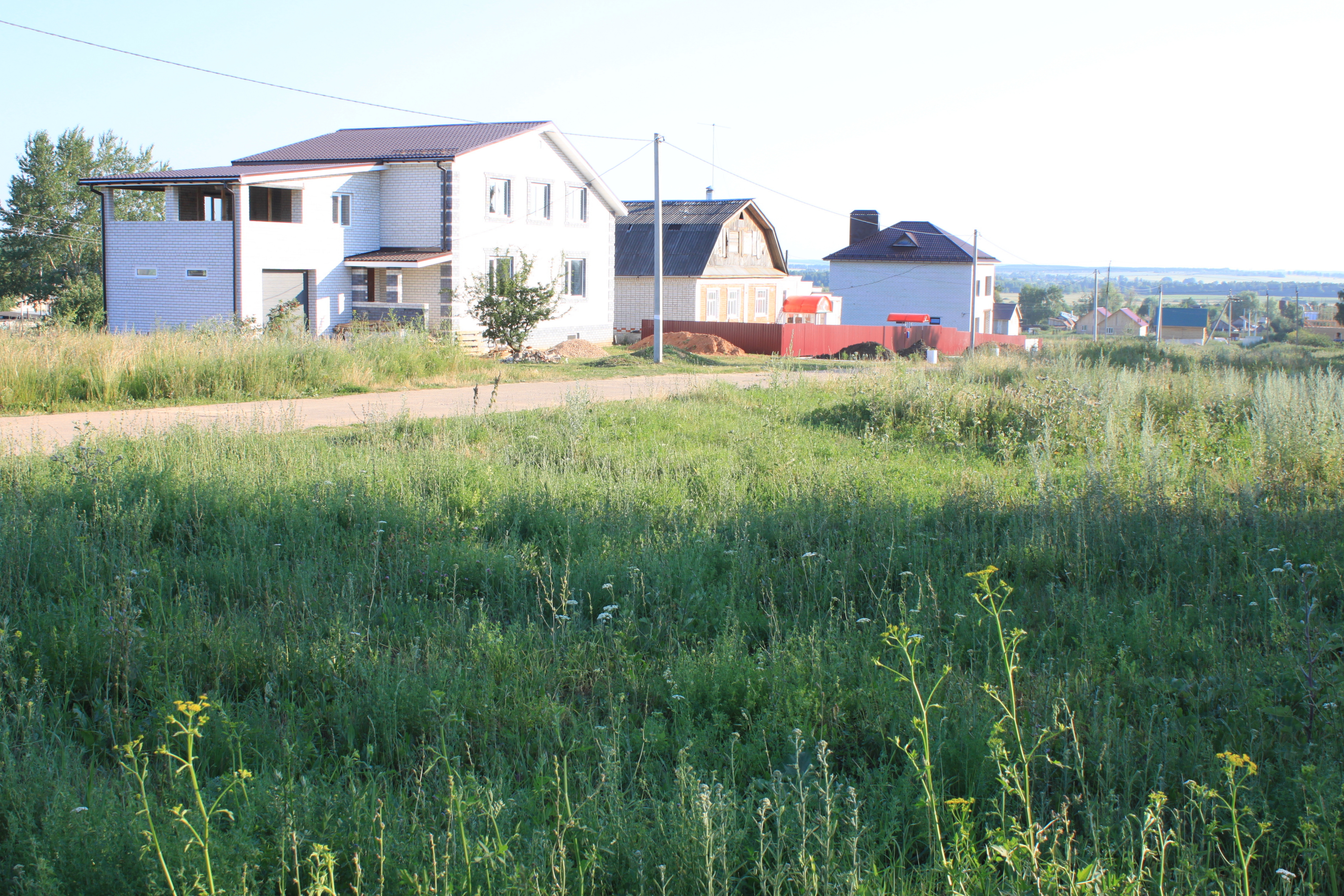
Ведётся активная застройка

Берёзовка — деревня в Арзамасском районе Нижегородской области, административный центр Берёзовского сельсовета.

## География

Река Тёша в районе Берёзовки

Деревня располагается на правом берегу реки Тёши. Прилегает вплотную с севера к Арзамасу, сливаясь с ним посредством Берёзовского микрорайона, образованного в 1979 году. На северо-западе граничит с микрорайоном Заречный. На севере деревни находится берёзовый лес, предположительно от него и получено название.

## Население
| 1999 | 2002  | 2009  | 2010  | 2021  |
| ---- | ----- | ----- | ----- | ----- |
| 2150 | ↘1997 | ↗2110 | ↗2444 | ↗4394 |

## Известные уроженцы, жители
- Устимова, Клавдия Ивановна (1926—2009) — передовик советского сельского хозяйства, доярка совхоза-техникума имени В. А. Новикова Арзамасского района Горьковской области, Герой Социалистического Труда (1975), почётный гражданин Арзамасского района Нижегородской области (1998).

## Инфраструктура
В деревне расположены отделения, такие как: Пожарная часть, Берёзовская животноводческая ферма, садовое товарищество. Рядом строится лыжная база, здесь же авто и мото треки.

## Краткая историческая справка
Населяли деревню всегда русские люди. В конце XIX столетия основными занятиями жителей были земледелие и скорняжное ремесло. Сеяли рожь, пшеницу, овёс; сажали картошку и свёклу. Скорняжный промысел получил в деревне значительное развитие. Выделывали бараньи и козьи шкуры, а также пушнину.
Берёзовские жители имели прозвище «козлятники», поскольку они разводили коз, выделывали шкуры, шили шапки.
В 1940-х гг. Берёзовка располагалась приблизительно на той же территории, что и сейчас, домов насчитывалось 90-95.
В довоенные годы колхоз носил имя Сталина. В колхозе выращивали рожь, ячмень, пшеницу, просо. Работала животноводческая ферма. Здесь же были складские помещения для хранения зерна.
Во время Великой Отечественной войны на фронт из Берёзовки ушло много мужчин – по 2-3 человека из каждой семьи, не многие вернулись обратно.
После войны в деревне насчитывалось 100 домов. В каждом доме держали коров, коз, кур.
В 1977 году возле леса рядом с деревней как её продолжение стали застраивать новый участок. В 1978 г. Сдали первые дома, а к настоящему времени здесь уже вырос целый посёлок.
Берёзовский сельский Совет образовался к 1987 году.
В начале 1990-х гг. Берёзовка являлась центральной усадьбой совхоза-техникума им. Новикова. Здесь же располагался сельский Совет, административное здание совхоза, животноводческий комплекс, механические мастерские. В старой части Берёзовки насчитывалось 73 хозяйства и 112 жителей.
Первый дом на новом участке сдали к 7 ноября 1979 г.

## Кратка численная справка
Согласно данным Нижегородского губернского гидрографического бюро, в 1912 г. В деревне числилось 80 дворов и 505 жителей.
По данным обследования 1978 г. В Берёзовке было 275 жителей. Жилой фонд состояли из 87 домов.
Согласно данным 1992 г., в Берёзовке насчитывалось 899 хозяйств и 1934 жителя. Жилой фонд состоял из 94 дома.